# Homenkove Perșe, Bilokurakîne
Homenkove Perșe (în ucraineană Хоменкове Перше) este un sat în comuna Kureacivka din raionul Bilokurakîne, regiunea Luhansk, Ucraina.

## Demografie
Componența lingvistică a localității Homenkove Perșe
     Ucraineană (95,58%)
     Rusă (4,42%)
Conform recensământului din 2001, majoritatea populației localității Homenkove Perșe era vorbitoare de ucraineană (95,58%), existând în minoritate și vorbitori de rusă (4,42%).